# 船橋市立南本町小学校
船橋市立南本町小学校（ふなばししりつ みなみほんちょうしょうがっこう）は、千葉県船橋市栄町一丁目にある公立小学校。
人口急増期に設置された鉄筋コンクリート校舎であるが、タイルパネル一面貼りのデザインが特徴。

## 所在地
学校名の『南本町』は京葉道路を挟んだ北側にあたる地名である。

## 交通
- JR総武本線船橋駅　徒歩20分
- 京成電鉄京成本線京成船橋駅下車　徒歩23分
- 京成バスシステム臨港線南本町小学校バス停　徒歩0分